# Riesdorf (Niederer Fläming)
Riesdorf ist ein Ortsteil der Gemeinde Niederer Fläming im Landkreis Teltow-Fläming in Brandenburg. Der Ort gehört dem Amt Dahme/Mark an und war bis zum 31. Dezember 1997 eine eigenständige Gemeinde.

## Lage
Riesdorf liegt etwa 12 Kilometer südöstlich von Jüterbog im Fläming. Die Gemarkung des Ortes grenzt im Norden an den Ortsteil Jänickendorf der Gemeinde Nuthe-Urstromtal, im Osten an Schlenzer, im Süden an Sernow, im Osten an Fröhden und im Nordosten an Markendorf. Letztere sind Ortsteile der Stadt Jüterbog. Nördlich von Riesdorf liegt das Waldgebiet Riesdorfer Heide, welches ein Teil des Naturschutzgebietes Heidehof-Golmberg ist.
Riesdorf liegt an der Landesstraße 715. Die Bundesstraße 115, die im Norden kurzzeitig auch auf der Gemarkung Riesdorfs liegt, ist etwa fünf Kilometer vom Ortszentrum entfernt.

## Geschichte

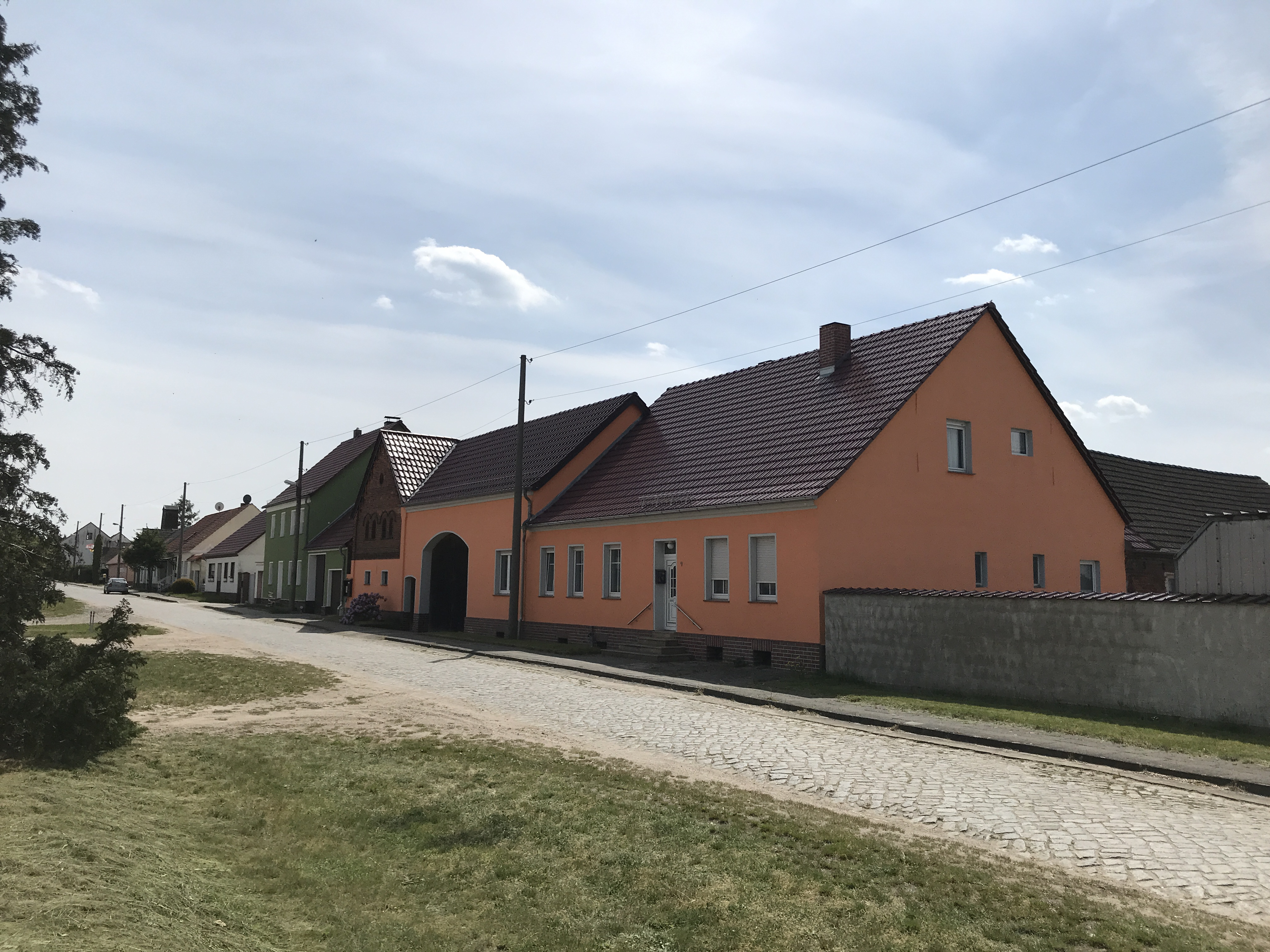
Ortsansicht Riesdorf (Blick nach Südwesten)

Riesdorf, ein Sackgassendorf mit Dorfanger, wurde erstmals im Jahr 1221 als Risdorp urkundlich erwähnt. Der Ortsname leitet sich von dem niederdeutschen Wort „ris“ für Gebüsch ab. Damals gehörte der Ort zum Besitz des Bistums Magdeburg. 1342 wurde Riesdorf zum Pfandbesitz, wodurch die Besitzer häufig wechselten. Ab 1584 wurde der Ort unter mehreren Lehnsherren aufgeteilt, erst 1774 wurde Riesdorf unter den Herren von Rochow wieder vereinigt. 1801 gab es in Riesdorf eine Schmiede, einen Dorfkrug und eine Windmühle, 1838 ist für das Rittergut zusätzlich eine Ziegelei verzeichnet. Drei Jahre später hatte der Ort 147 Einwohner. Der teils als Gut des Gustav Richter und nachfolgend in anderen Nachschlagwerken als Rittergut Riesdorf bezeichnete Besitz des Bankiers Fritz Richter aus Berlin wurde wohl 1931 aufgelöst, das daraufhin ungenutzte Gutshaus 1945 abgerissen. Der ältere Rittergutsteil Riesdorfer Heide dagegen verblieb bis zur Bodenreform im Eigentum der von Rochow’schen Erben auf Schloss Stülpe.
Bis 1952 lag Riesdorf im Landkreis Luckenwalde (bis 1946 Jüterbog-Luckenwalde), danach wurde er in den Kreis Jüterbog im DDR-Bezirk Potsdam umgegliedert. Nach der Wende sowie der brandenburgischen Kreisreform im Dezember 1993 lag die Gemeinde Riesdorf im Landkreis Teltow-Fläming. Am 31. Dezember 1997 schloss sich Riesdorf mit 13 weiteren Gemeinden zu der neuen Gemeinde Niederer Fläming zusammen. Diese wird seit dem 1. Januar 2018 vom Amt Dahme/Mark verwaltet.

## Sehenswürdigkeiten
Die Dorfkirche Riesdorf ist ein spätgotischer Feldsteinbau aus der Zeit um 1300; der Fachwerkturm wurde 1687 angebaut. Die Ausstattung der Kirche stammt überwiegend aus dem Jahr 1693, Westempore und Orgel sind aus dem 19. Jahrhundert. Bis Anfang des 20. Jahrhunderts geht das Kirchenpatronat der Familie von Rochow-Stülpe.

## Einwohnerentwicklung
| Jahr      | 1875 | 1890 | 1925 | 1933 | 1939 | 1946 | 1950 | 1964 | 1971 | 1981 | 1989 | 1996 |
| Einwohner | 177  | 161  | 163  | 168  | 160  | 225  | 211  | 160  | 162  | 133  | 125  | 117  |

Gebietsstand des jeweiligen Jahres